# In Through the Out Door
| Recensione | Giudizio |
| ---------- | -------- |
| AllMusic   | [ 7 ]    |
| OndaRock   |          |

In Through the Out Door è l'ottavo album della rock band inglese Led Zeppelin, registrato fra novembre e dicembre 1978 presso i Polar Studios degli ABBA a Stoccolma, in Svezia, e pubblicato nel 1979 per la Swan Song, l'etichetta fondata dagli stessi Led Zeppelin cinque anni prima.
L'album vide il ritorno della band a tre anni esatti dal precedente album in studio, Presence: il vuoto discografico era stato colmato solo con l'uscita del doppio live The Song Remains The Same la cui registrazione risaliva però al 1973.
È anche l'ultimo album pubblicato dai Led Zeppelin prima dello scioglimento che loro stessi annunciarono ufficialmente l'anno seguente, due mesi dopo la morte del batterista John Bonham avvenuta il 25 settembre 1980.

## Storia

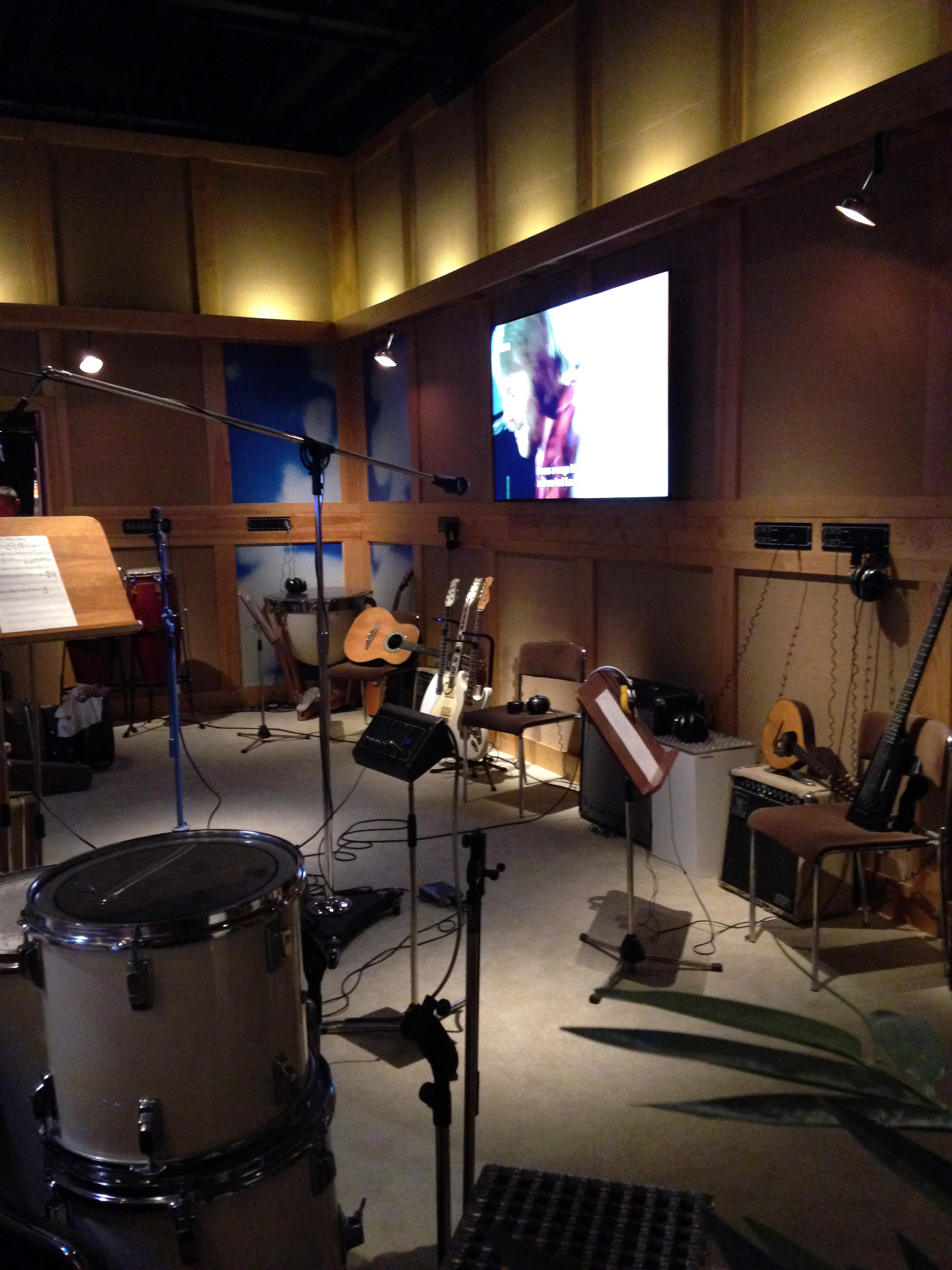
Lo Studio A dei Polar Studios di Stoccolma.

Stando alle dichiarazioni degli stessi Led Zeppelin, il titolo dell'album riflette il periodo difficile che la band aveva attraversato sin dal luglio del 1977, quando la seconda parte di un tour negli Stati Uniti era stata cancellata subito dopo che il figlio di 5 anni di Robert Plant, Karac, era morto improvvisamente per un virus intestinale. Oltre alle speculazioni della stampa sul loro stesso futuro a seguito dell'evento, i Led Zeppelin si trovarono a fronteggiare anche un esilio fiscale che di fatto li tenne lontani dal suolo inglese per quasi due anni, da cui fra l'altro la decisione di preparare il nuovo album in Svezia. Per citare la band, tornare sulla breccia in queste condizioni era un po' come cercare di «entrare dalla porta d'uscita» (get in through the 'out' door).
A ciò si aggiungevano la dipendenza dall'eroina che il chitarrista Jimmy Page stava combattendo e il crescente alcolismo di John Bonham. Non a caso, gli unici due brani dell'intera carriera dei Led Zeppelin dei quali Page non risulti autore o coautore (South Bound Saurez e All My Love) compaiono entrambi in quest'album, che è anche l'unico in cui Bonham non ha alcun credito compositivo. La frequente assenza dei due implicò che la preparazione del nuovo materiale ricadesse principalmente su Plant e John Paul Jones. Quest'ultimo aveva da poco acquistato un sintetizzatore polifonico Yamaha GX-1, le cui timbriche costituirono la base per diverse composizioni e, alternate al pianoforte, caratterizzano buona parte del sound dell'album.
Durante le session di In Through The Out Door, oltre alle sette tracce in esso contenute, il gruppo registrò altri tre brani: Wearing and Tearing, Ozone Baby e Darlene che, esclusi per motivi di spazio da quest'album, videro poi la luce sul successivo Coda.

## Brani
In The Evening è un brano dall'incedere piuttosto muscolare alla cui base, in puro stile Zeppelin, si aggiungono gli archi del GX-1 di Jones che le conferiscono una tinta synth-rock piuttosto inedita per la band.
In South Bound Saurez un piano honky-tonk suonato da Jones si accompagna alla ritmica funky di Page per un episodio solare e scanzonato, con tanto di "sha la la la" finali di Plant.
Fool In The Rain, basata su un riff continuo di basso, piano e chitarra appoggiato su uno shuffle di Bonham, prosegue nel tono giocoso del brano precedente per poi mutare di colpo in un veloce Samba, stile mai visitato prima dal quartetto inglese; la ripresa del tema principale vede Page eseguire un lungo solo con la chitarra filtrata da un octaver; Il brano fu pubblicato anche come singolo, assieme alla traccia seguente.
Hot Dog chiude la prima facciata ed è un divertimento in stile country-western dominato nuovamente dal piano honky-tonk e cantato da Plant in uno stile che ricorda vagamente Elvis Presley, con tanto di effetto eco a ribattuta stretta; Page lo introduce e lo punteggia qua e là con frasi di chitarra tra il rockabilly e lo skiffle.
Carouselambra, della durata di oltre dieci minuti, esplora territori tra il progressive e il synth-rock grazie all'apporto elettronico di Jones, con temi molto diversi tra loro uniti insieme in un solo lungo brano.
All My Love, firmata da Jones e Plant, è una struggente dedica del cantante al figlio scomparso poco tempo prima. Altre sonorità inedite: un solo di sintetizzatore di Jones seguito da un altro di Page alla chitarra classica.
I'm Gonna Crawl è una ballata in chiave blues, in questo simile a Tea For One dal precedente album Presence, ma qui sono ancora gli archi sintetici di Jones che ammantano l'intero brano di un sapore più "morbido" rispetto ad episodi simili del passato.

## Copertina
La copertina di In Through The Out Door fu curata da Storm Thorgerson dello studio grafico Hipgnosis, noto fra l'altro per le copertine di quasi tutti gli album dei Pink Floyd. Per i Led Zeppelin, Thorgerson aveva già realizzato le copertine di Houses of the Holy, Presence e The Song Remains The Same.
Le prime copie messe in circolazione erano confezionate in una busta di carta giallognola simile a quella di un pacco postale, recante soltanto il titolo e il nome del gruppo stampati a mo' di timbro. All'interno, la copertina vera e propria riportava una foto virata seppia su cui compare la scia di un pennello, o di una spugna, il cui passaggio scopre l'immagine a colori sotto la patina in bianco e nero. Thorgerson, nella sua biografia, ha dichiarato che tale particolare doveva dare l'idea, suggerita dalla band, di una nuova "mano di colore" passata su qualcosa di più antico: un'allusione allo spirito di rinnovamento musicale che anima tutto l'album.
La foto di copertina ritrae sette personaggi all'interno di un bar. La copertina fu prodotta in sei versioni differenti, ciascuna delle quali inquadrava la scena dal punto di vista di uno dei soggetti presenti. La busta gialla esterna aveva la funzione di nascondere quale versione si stesse acquistando. Il punto di vista del settimo personaggio, situato al centro della scena – un uomo in completo bianco seduto al bancone del bar, che sta bruciando una lettera d'addio – compare invece su entrambi i lati della busta interna; queste due immagini, sempre nella prima edizione, apparivano in bianco e nero ma si coloravano permanentemente a contatto con qualsiasi liquido. Le note di copertina non fanno alcun cenno a tale caratteristica che, nelle intenzioni di Thorgerson, avrebbe dovuto essere scoperta per caso, persino accidentalmente, anche molto tempo dopo l'acquisto dell'album.

## Accoglienza
Negli Stati Uniti In Through the Out Door arrivò in testa alla classifica Billboard 200 a due settimane dall'uscita e vi rimase per sette settimane, trascinandovi di nuovo anche l'intera discografia dei Led Zeppelin per dieci giorni consecutivi: un record senza precedenti nella storia di Billboard. L'album arrivò alla prima posizione anche nel Regno Unito (per due settimane), in Canada e Nuova Zelanda, alla seconda in Giappone, alla quinta in Spagna e alla settima in Francia.

## Tracce
Lato A
1. In the Evening (John Paul Jones, Jimmy Page, Robert Plant) - 6:51
2. South Bound Saurez (Jones, Plant) - 4:14
3. Fool in the Rain (Jones, Page, Plant) - 6:12
4. Hot Dog (Page, Plant) - 3:17

Lato B
1. Carouselambra (Jones, Page, Plant) - 10:34
2. All My Love (Jones, Plant) - 5:56
3. I'm Gonna Crawl (Jones, Page, Plant) - 5:30

## Formazione
- Jimmy Page - chitarra
- Robert Plant - voce e armonica a bocca
- John Paul Jones - basso e tastiere
- John Bonham - batteria